# Plesieck (miasto)
Plesieck (ros. Плесецк) – osiedle typu miejskiego w północnej Rosji, na terenie obwodu archangielskiego, w północno-wschodniej Europie. W pobliżu osady znajduje się kosmodrom, także o nazwie „Plesieck”.